# Can Colomer (Santa Perpètua de Mogoda)
Can Colomer és una masia al nucli de Santa Perpètua de Mogoda (el Vallès Occidental) inclosa a l'Inventari del Patrimoni Arquitectònic de Catalunya.

## Arquitectura
L'edifici consta de tres cossos, el central amb tres plantes i els laterals amb dues. Té coberta a dues vessants i portal d'arc de mig punt. Les dues finestres de la tercera planta que estan separades per un pilar quadrat, són també d'arc de mig punt.

## Història
És un antic "Manso Colomer" documentat des del segle xii que avui queda situat al centre del poble que al llarg dels dos darrers segles, s'ha anat formant al seu voltant. La casa va ser habitada per la família Colomer fins a l'any 1900. Els residents eren anomenats els "Colomer de la Sagrera", ja que era l'única masia situada al costat de la parròquia (sagrera). Posteriorment i fins als anys seixanta, la casa va ser habitada per l'administrador de la família Colomer.